# كازوهيكو سوغاوارا
كازوهيكو سوغاوارا (باليابانية: 菅原和彦؛ بالكانا: すがわら　かずひこ) هو متزلج سريع ياباني، ولد في 1927 في توماكوماي في اليابان، وتوفي في 27 أكتوبر 1962.

## وصلات خارجية
- كازوهيكو سوغاوارا على موقع SpeedSkatingBase.eu (الإنجليزية)
- كازوهيكو سوغاوارا على موقع SpeedSkatingNews.info (الإنجليزية)
- كازوهيكو سوغاوارا على موقع SpeedSkatingStats.com (الإنجليزية)
- كازوهيكو سوغاوارا على موقع اللجنة الأولمبية الدولية (الإنجليزية)
- كازوهيكو سوغاوارا على موقع أوليمبيديا (الإنجليزية)